# Semnopithecus
Semnopithecus é um gênero de macacos da família Cercopithecidae.

## Espécies
- Semnopithecus ajax (Pocock, 1928)
- Semnopithecus dussumieri I. Geoffroy, 1842
- Semnopithecus entellus (Dufresne, 1797)
- Semnopithecus hector (Pocock, 1928)
- Semnopithecus hypoleucos Blyth, 1841
- Semnopithecus priam Blyth, 1844
- Semnopithecus schistaceus Hodgson, 1841
- Semnopithecus vetulus (Erxleben, 1777)